# Alkmaar
Alkmaar és una ciutat de la província de l'Holanda del Nord amb més de 94.000 habitants. El municipi comprèn també el poble d'Oudorp -situat al nord- i la meitat del poble de Koedijk. L'1 de gener del 2021 tenia 109.896 habitants. Limita al nord amb Langedijk i Heerhugowaard, a l'oest amb Bergen, a l'est amb Schermer i al sud amb Heiloo i Castricum.

## Història
Alkmaar va obtenir la carta de municipalitat el 1254. La part més antiga de la ciutat està assentada sobre un banc de sorra que oferia alguna protecció contra el mar. Tanmateix la ciutat està a solament uns metres per sobre de la resta de l'àrea, que constituïx un dels pòlders. En 1573 la ciutat va ser assetjada per les tropes de Felip II durant la guerra dels Vuitanta Anys. La fi del setge d'Alkmaar en 8 d'octubre encara se celebra cada any en la ciutat.
Actualment la ciutat és més coneguda pel seu tradicional mercat de formatges, especialitzat en les varietats locals. La ciutat té un museu del formatge i un museu de la cervesa i també és coneguda pel club de Futbol AZ Alkmaar que en el transcurs de l'any 2006 va estrenar un estadi nou als marges de la ciutat.

## Ajuntament
Des del 23 de juny del 2021, l'alcalde del municipi és l'independent Anja Schouten. Els 37 membres del consistori municipal són, des del 2022:
| Partit                         | Escons |
| ------------------------------ | ------ |
| D66                            | 5      |
| OPA                            | 5      |
| Esquerra Verda                 | 5      |
| Belangen Alkmaarse Samenleving | 4      |
| VVD                            | 4      |
| PvdA                           | 3      |
| CDA                            | 3      |
| Leefbaar Alkmaar               | 3      |
| Partit pels Animals            | 2      |
| SeniorenPartij Alkmaar         | 2      |
| Fòrum per a la Democràcia      | 1      |
| Partit Socialista              | 1      |
| Unió Cristiana                 | 1      |
| Font:                          |        |

## Nuclis de població
| Zuid (barri 1) - Kooimeer (10) - Dillenburg - Stadshouderkwartier (11) - Staatslieden - Landstratenkwartier (12) - Oud Rochdale (13) - Emmakwartier (14) - Nassaukwartier en Hout (15) - Oranjepark (16) - Cranenbroek (17) - Bloemwijk - Zocherkwartier (18) - Burgemeesterkwartier (19) Oudorp (barri 2) - Rekerbuurt en Ooievaarsnest (20) - Oudorp Noord en Oost (21) - Oudorp Centrum (22) - Schermereiland - Omval (23) - Oudorperpolder - Zuid (24) - Oudorperpolder - Midden (25) - Oudorperpolder - Noord (26) - Nollen en Beverkoog (29) Overdie (barri 3) - Oud - Overdie (30) - Oosterhout (31) - Overdie - Oost (32) - Overdie - West (33) - Boekelermeer - Zuid (38) - Boekelermeer (39) West (barri 4) - De Hoef III en IV (40) - De Hoef I en II (41) - Rembrandtkwartier (42) - Bergerhof en Blaeustraat kwartier (43) - Bergermeer (44) - Landelijk gebied West (49) | Huiswaard/Vroonermeer (barri 5) - Huiswaard 1 Zuid (50) - Muiderwaard (51) - Huiswaard 2 West (52) - Huiswaard 2 Oost (53) - Vroonermeer Zuid (54) - Vroonermeer Noord (55) De Mare (barri 6) - Het Rak Zuid (60) - Het Rak Noord (61) - De Horn Noord (62) - De Horn Zuid (63) - De Mare Centrum (64) Daalmeer/Koedijk (barri 7) - Daalmeer Zuid-Oost (70) - Daalmeer Zuid-West (71) - Koedijk - de Weijdt (72) - Daalmeer Noord-West (73) - Daalmeer Noord-Oost (74) - Landelijk gebied Noord (79) Centrum (barri 8) - Binnenstad West (80) - Binnenstad Oost (81) - Spoorbuurt (Alkmaar) (82) - Overstad (83) |

## Agermanaments[4]
- Bath
- Darmstadt
- Troyes
- Tata
- Bergama

## Persones il·lustres
- Willem Blaeu (1571 - 1638), cartògraf
- Joan Blaeu (1596 - 1673), cartògraf, fill de Willem Blaeu
- Emanuel de Witte (1617 - 1692), pintor
- Willem de Fesch (1687-1761), organista, violinista, violoncel·lista i compositor
- Anna-Louisa-Geertruida Bosboom-Toussaint (1812 - 1886), escriptora.
- Jan Wils (1891 - 1972), arquitecte
- Ans Wortel (1929 - 1996), pintora, poetessa i escriptora
- Joost Zwagerman (1963-2015), escriptor
- Steven de Jongh (1973), ciclista
- Bram de Groot (1974), ciclista